# Muhadżirowie
Muhadżirowie (مهاجر) to arabskie słowo oznaczające emigrantów. Termin ten jest używany w stosunku do muzułmanów, którzy zmieniają miejsce pobytu, by móc swobodnie praktykować islam, powołując się na słowa Koranu:
Zaprawdę, kiedy aniołowie zabierają dusze tych, którzy sami sobie wyrządzili niesprawiedliwość, mówią: „W jakim stanie byliście?” Oni powiedzą: „Byliśmy uciśnionymi na Ziemi.” Powiedzą: „Czy ziemia Boga nie była dość rozległa, żebyście mogli wędrować po niej?” Otóż dla tych Gehenna będzie miejscem schronienia. A jakże to nieszczęsne miejsce przybycia! (4:97)
Jako muhadżirów określano towarzyszy Mahometa, którzy uciekli z Mekki do Medyny, by uniknąć prześladowań ze strony pogańskich Kurajszytów. W grupie tej byli:
- Ali ibn Abi Talib
- Umar ibn al-Chattab
- Abu Bakr
- A’isza
- Chunajs ibn Hudhajfa[2]
- Talha[3]
- Abu Mas'ud Al-Ansari[4]
- Abu Dharr al-Ghifari[5]
- Mikdad ibn Aswad
- Ammar ibn Jasir
- Burajda Aslami
- Chalid ibn Sa`id

W czasach nowożytnych termin ten był używany w stosunku do muzułmanów z Kaukazu (Abchazów, Czerkiesów, Czeczenów i Lezginów) i Krymu (Tatarów), którzy uciekli do Turcji i krajów arabskich po podboju tych terenów przez Rosjan, obawiając się, że nowa władza zmusi ich do nawrócenia na chrześcijaństwo. Wielu z nich zajęło wysokie stanowiska w ruchu młodotureckim.
Mianem muhadżirów określano też muzułmanów emigrujących z Indii do Pakistanu.